# びふか温泉
びふか温泉（びふかおんせん）は、北海道中川郡美深町にある温泉。

## 泉質
- 塩化物、炭酸水素塩泉（弱アルカリ性低張性冷鉱泉）
  - 源泉温度19.9℃

## 温泉地
- 国道40号道の駅びふかに隣接する「びふかアイランド」内に、日帰り入浴施設と宿泊施設を兼ねた「林業保養センター びふか温泉」がある。

## 歴史
- 1980年（昭和55年） - 林業保養センター開業。当初は天塩川の川の水を沸かしており「温泉」ではなかった。
- 1990年（平成2年） - 地下500mから冷鉱泉を掘り当てて「林業保養センター びふか温泉」となる。

## アクセス
- 鉄道 : 宗谷本線美深駅下車後、名士バスで約20分